# Phiala venusta
Phiala venusta är en fjärilsart som beskrevs av Walker 1865. Phiala venusta ingår i släktet Phiala och familjen Eupterotidae. Inga underarter finns listade i Catalogue of Life.